# Rue Thiers (Reims)
Pour les articles homonymes, voir Rue Thiers et Thiers (homonymie).
La  rue Thiers est une voie de la commune de Reims, située au sein du département de la Marne, en région Grand Est.

## Situation et accès
La rue Thiers appartient administrativement au quartier Centre Ville et relie la place de l'Hôtel-de-Ville aux Promenades.
La voie est à double sens est/ouest sur la partie sans la voie du tramway à ce moment elle est consacrée aux bus.

## Origine du nom
Elle porte ce nom pour rendre hommage à Adolphe Thiers (1797-1877).

## Historique
Cette voie est ouverte en 1859 sur l'emplacement de l'hôtel de Brimont, pour relier la place de l'Hôtel-de-Ville à la gare, sous le nom de « rue de la Gare ».

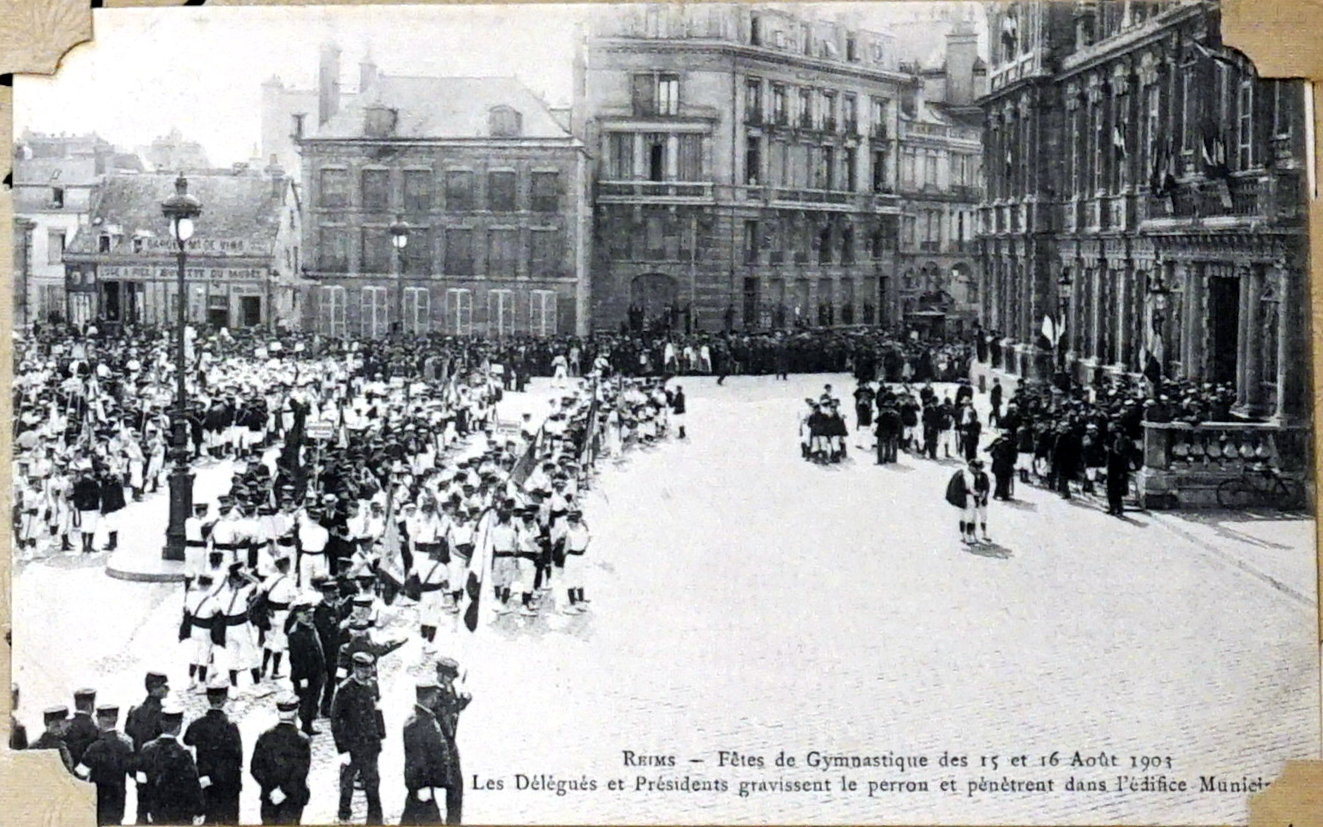
En 1903, à l'angle de la place Simone Veil.
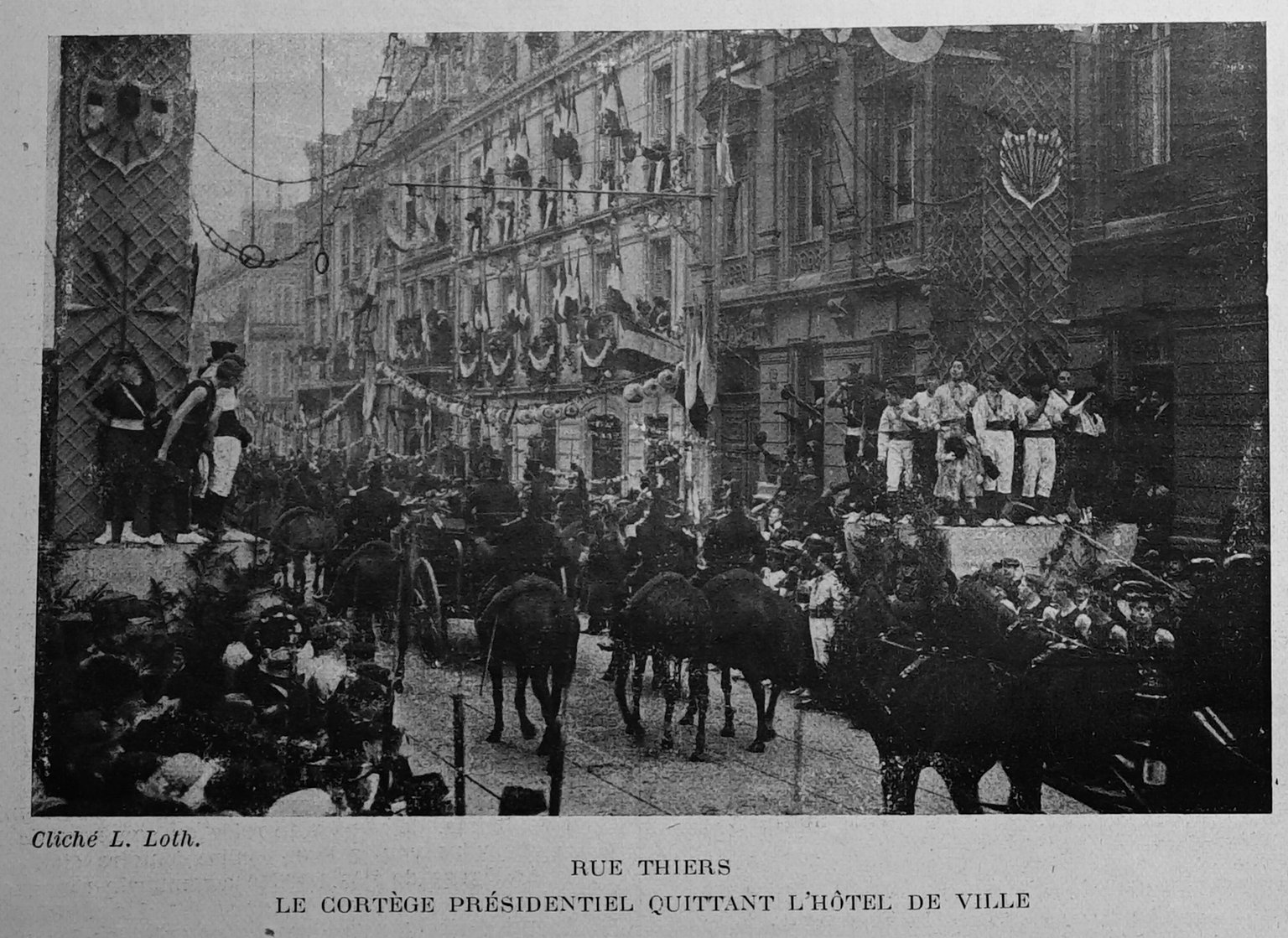
Pavoisée en 1913 pour la visite du président Poincaré.
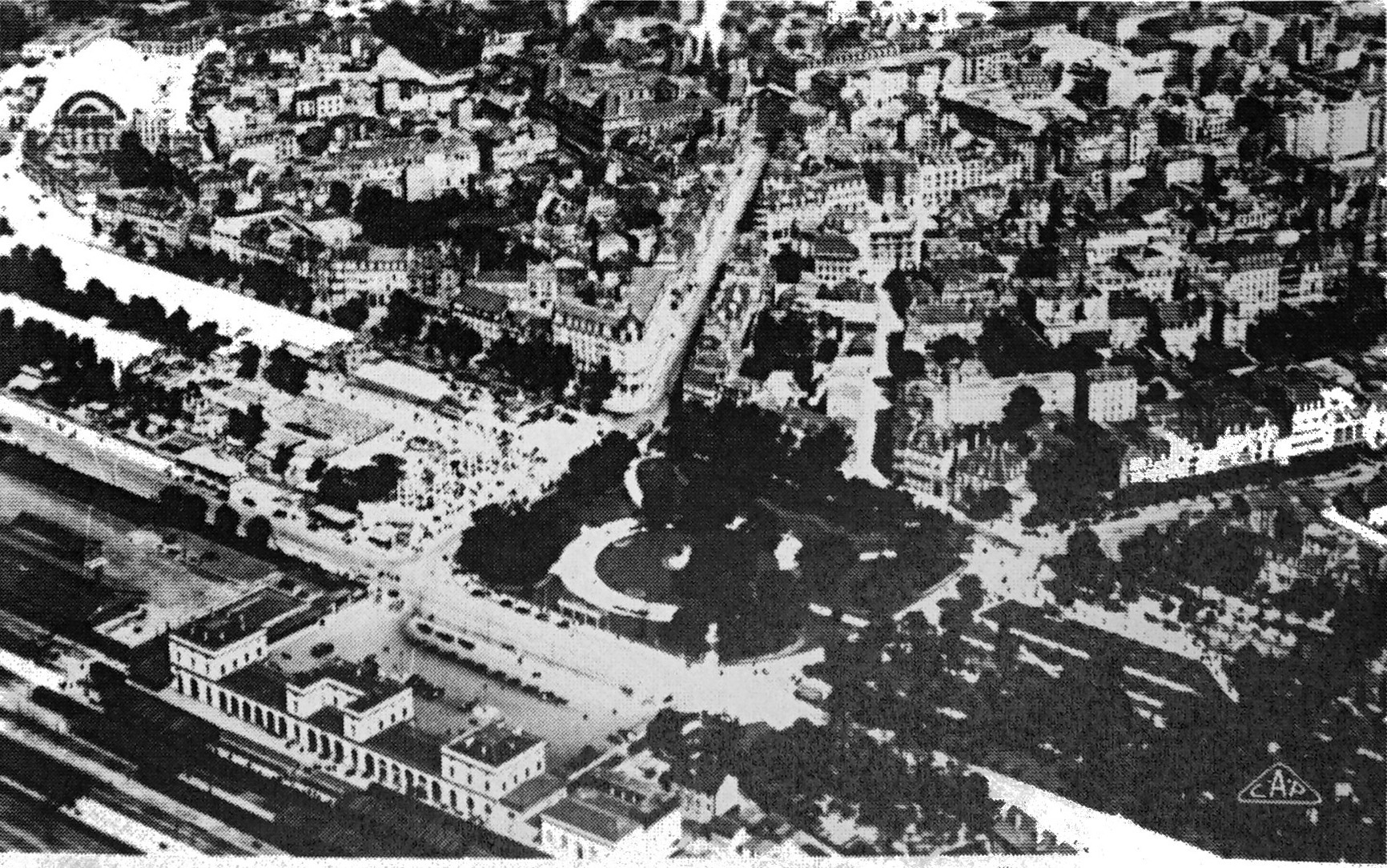
En 1928 la rue entre la Mairie et le square Colbert.

Elle prend le nom de « rue Thiers » en 1878 avant de prendre le nom de « rue Lucien-Sampaix » en 1946 puis de reprendre la dénomination de « rue Thiers » en 1955.

## Bâtiments remarquables et lieux de mémoire

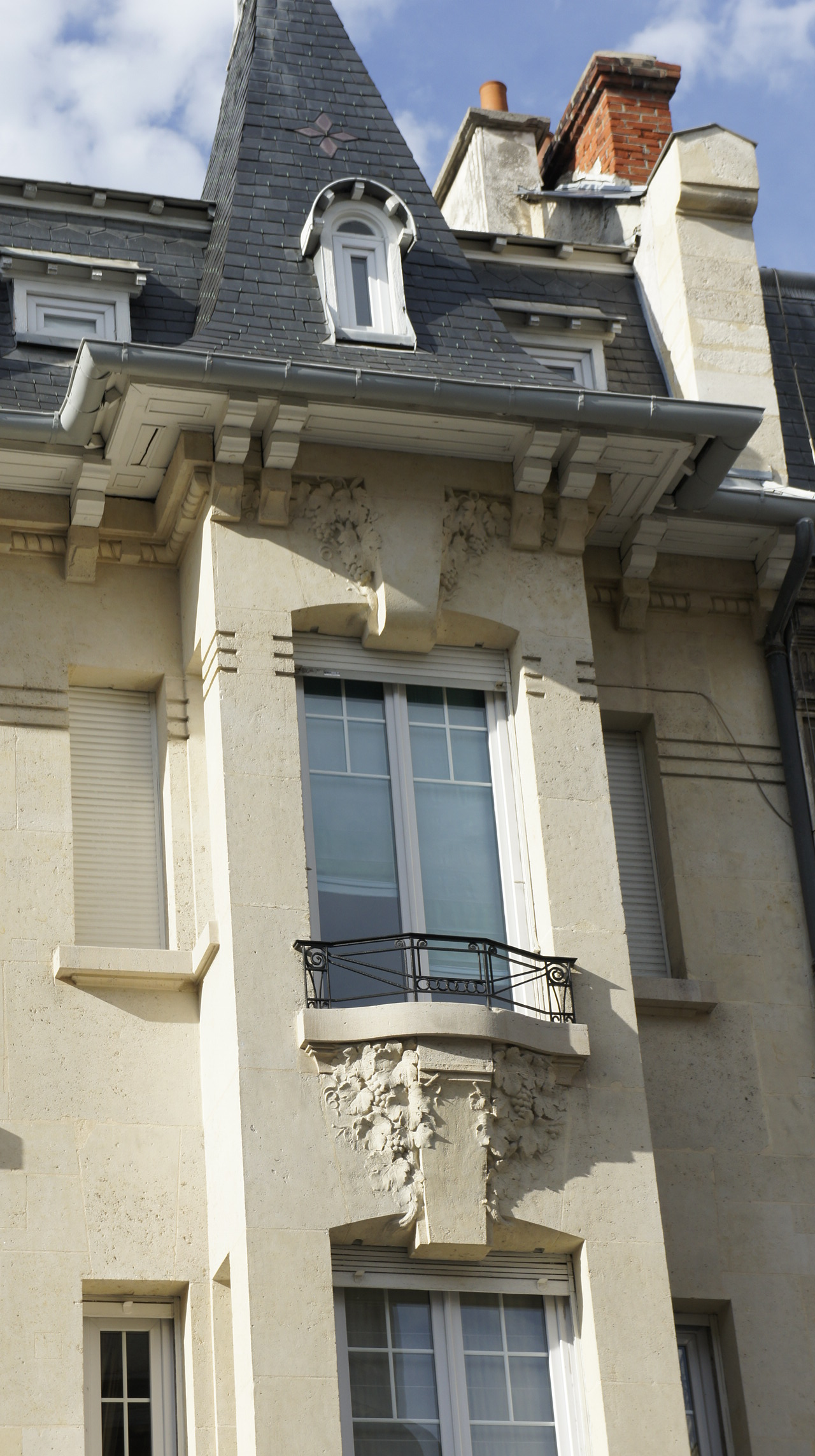
Maison art déco,
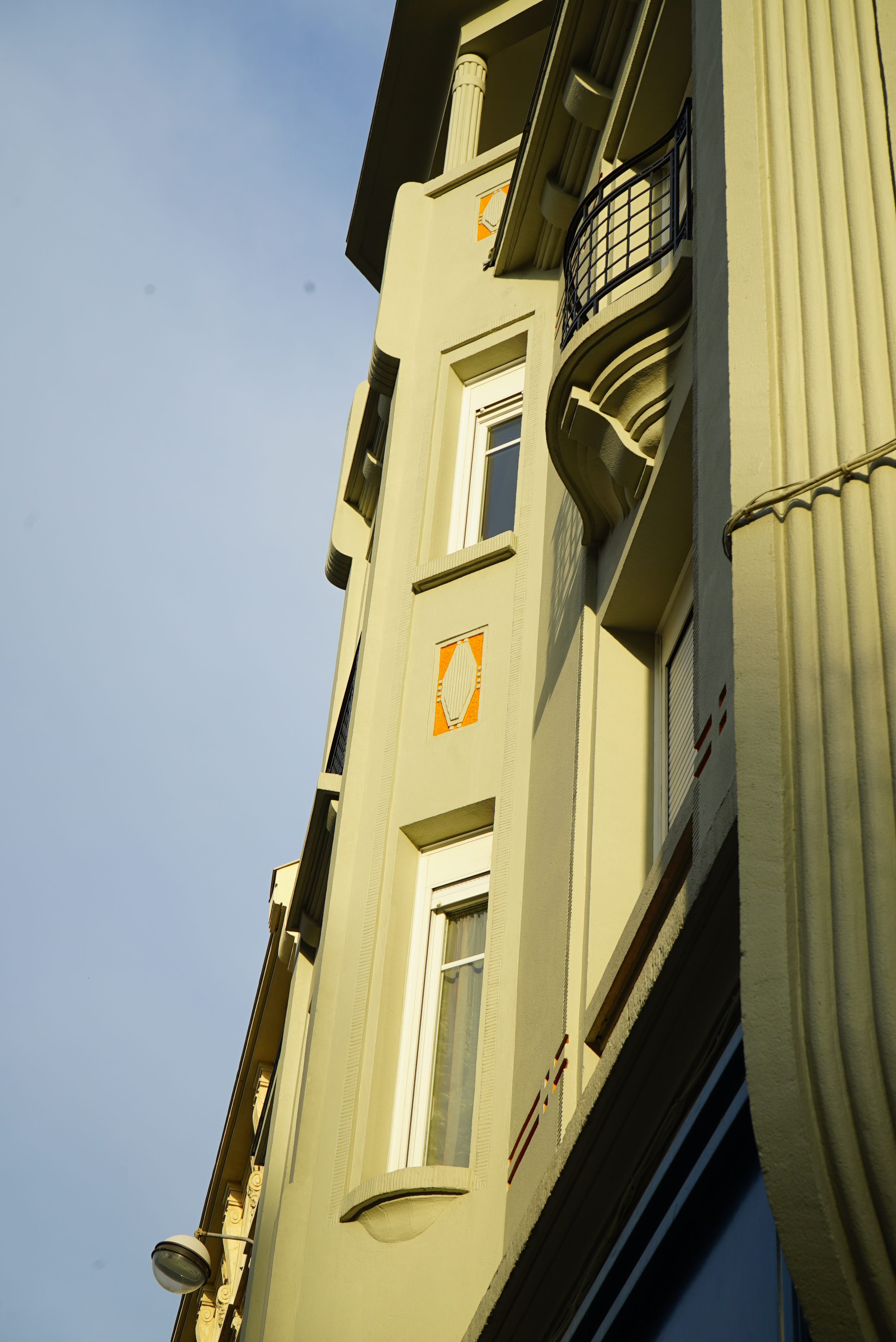
une autre.
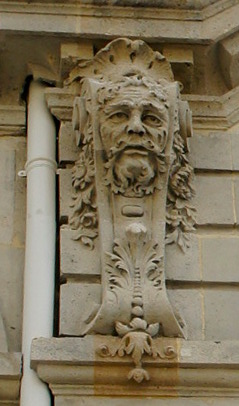
Homme vert d'une façade.
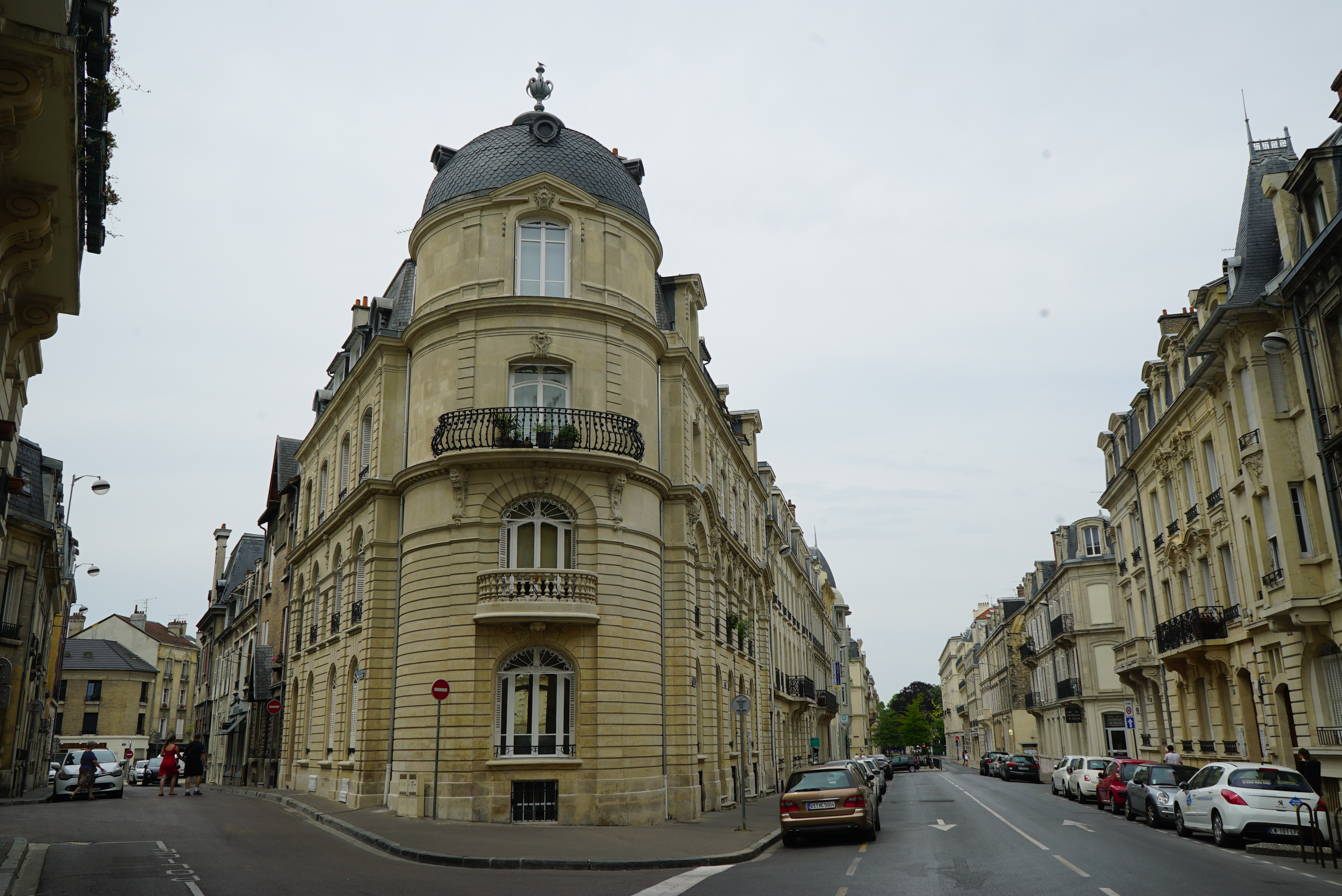
Immeuble d'angle avec la rue des Boucheries.